# 住木諭介
住木 諭介（すみき ゆすけ、1901年〈明治34年〉2月10日 - 1974年〈昭和49年〉9月11日）は、日本の農芸化学者。農学博士。東京大学名誉教授、日本農芸化学会名誉会員。元東京大学農学部学部長、元理化学研究所副理事長。

## 略歴
新潟県新潟市東堀前通9番町（現 新潟市中央区）の新潟県庁職員・住木正次郎の長男として出生。
1919年（大正8年）3月に新潟中学校を卒業、1922年（大正11年）3月に新潟高等学校を卒業、1925年（大正14年）3月に東京帝国大学農学部農芸化学科を卒業、1929年（昭和4年）3月に東京帝国大学農学部大学院を修了。
1929年（昭和4年）4月に東京帝国大学農学部農芸化学科（主任：鈴木梅太郎）副手に就任、1932年（昭和7年）9月に東京帝国大学農学部農芸化学科助手に就任、1936年（昭和11年）8月に東京帝国大学農学部農芸化学科助教授に就任。
1938年（昭和13年）に藪田貞治郎とともに稲の馬鹿苗病菌の培養液から植物ホルモンの「ジベレリン」を結晶化させることに成功した。
1944年（昭和19年）に大日本帝国陸軍から抗生物質のペニシリン（碧素）を生産するための研究を依頼され、藪田貞治郎、坂口謹一郎、朝井勇宣たちとともに研究した。
1946年（昭和21年）12月に東京帝国大学農学部農芸化学科農芸化学第四講座教授に就任、1949年（昭和24年）に東京大学農学部農芸化学科農産製造学講座教授に就任、1950年（昭和25年）にブラジルとアメリカに出張、1953年（昭和28年）に理化学研究所抗生物質研究室初代主任研究員に就任、1957年（昭和32年）11月に東京大学農学部学部長に就任。
1958年（昭和33年）にいもち病の防除に有効な世界初の農薬用の抗生物質の「ブラストサイジンS」を発見した。
1961年（昭和36年）3月に東京大学を定年退官、5月に東京大学名誉教授の称号を受称、1962年（昭和37年）10月に理化学研究所副理事長に就任。
食糧不足の日本の食糧の増産と安定供給のため、新農薬の開発を目指し、理化学研究所に、1962年（昭和37年）から1970年（昭和45年）まで、9年間に9研究室の農薬研究部門を編成した。
1974年（昭和49年）9月11日午前6時45分に東京大学医学部附属病院で胃癌のため死去、73歳没。

## 業績
日本の抗生物質研究の先駆者で、それまで農薬に使用されていた有機水銀の代わりに、抗生物質を世界で最初に農薬として実用化した。

## 役職
- 1949年（昭和24年）01月 - 日本学術会議会員[5][2] - 1951年（昭和26年）1月
- 1951年（昭和26年）06月 - 国立遺伝学研究所評議員[2]
- 1958年（昭和33年）12月 - 微生物化学研究所理事[19]
- 1961年（昭和36年）04月 - 日本農芸化学会会長 - 1963年（昭和38年）3月[20]
- 1962年（昭和37年）10月 - 理化学研究所副理事長 - 1970年（昭和45年）6月[14]
- 1963年（昭和38年）01月 - 日本抗生物質学術協議会理事長 - 1970年（昭和45年）5月[21][22]
- 1965年（昭和40年）09月 - 植物化学調節研究会会長 - 1974年（昭和49年）9月[23]
- 1965年（昭和40年）11月 - 日本食品照射研究協議会会長[24]
- 1966年（昭和41年）01月 - 日本農学会会長 - 1969年（昭和44年）12月[5][25]

## 表彰
- 1946年（昭和21年）10月9日 - 報公賞「稲馬鹿苗病菌の生化学的研究」[26]
- 1952年（昭和27年）04月3日 - 日本農学賞「抗生物質に関する研究」[27]
- 1960年（昭和35年）07月6日 - 藤原賞「ジベレリンの研究」[28]
- 1963年（昭和38年）5月10日 - 日本学士院賞「Blasticidin Sに関する研究」[7][29]

## 親族
- 小山征助 - 弟、旧姓：住木、泌尿器科学者、元新潟大学医学部助教授、元新潟大学教育学部教授、旅館「室長（むろちょう）」[注 9]常務取締役。
- 住木直二 - 義兄（姉の夫）、旧姓：堤、建築技術者、海軍技術科士官、海軍技術中将、元横須賀海軍施設部長、一級建築士。

## 著作物

### 著書
- 『植物ホルモン』河出書房〈科学新書 46〉、1943年。
- 『ペニシリン』産業図書、1946年。
- 『味の化學』創元社〈科学の泉 20〉、1948年。
- 『食品製造要覽』技報堂、1951年。
- 『抗生物質 上巻』東京大学出版会、1961年。
- 『抗生物質 下巻』東京大学出版会、1961年。
- 『抗生物質 補遺 I』東京大学出版会、1970年。
- 『抗生物質 補遺 II』東京大学出版会、1970年。

### 編書
- 『新農薬研究施設』八木誠政[共編]、南江堂、1966年。

### 校閲書
- 『農產物利用學』谷田澤道彦[著]、経営評論社、1950年。

### 論文
- CiNii収録論文 - CiNii